# Karl Fürchtegott Grob

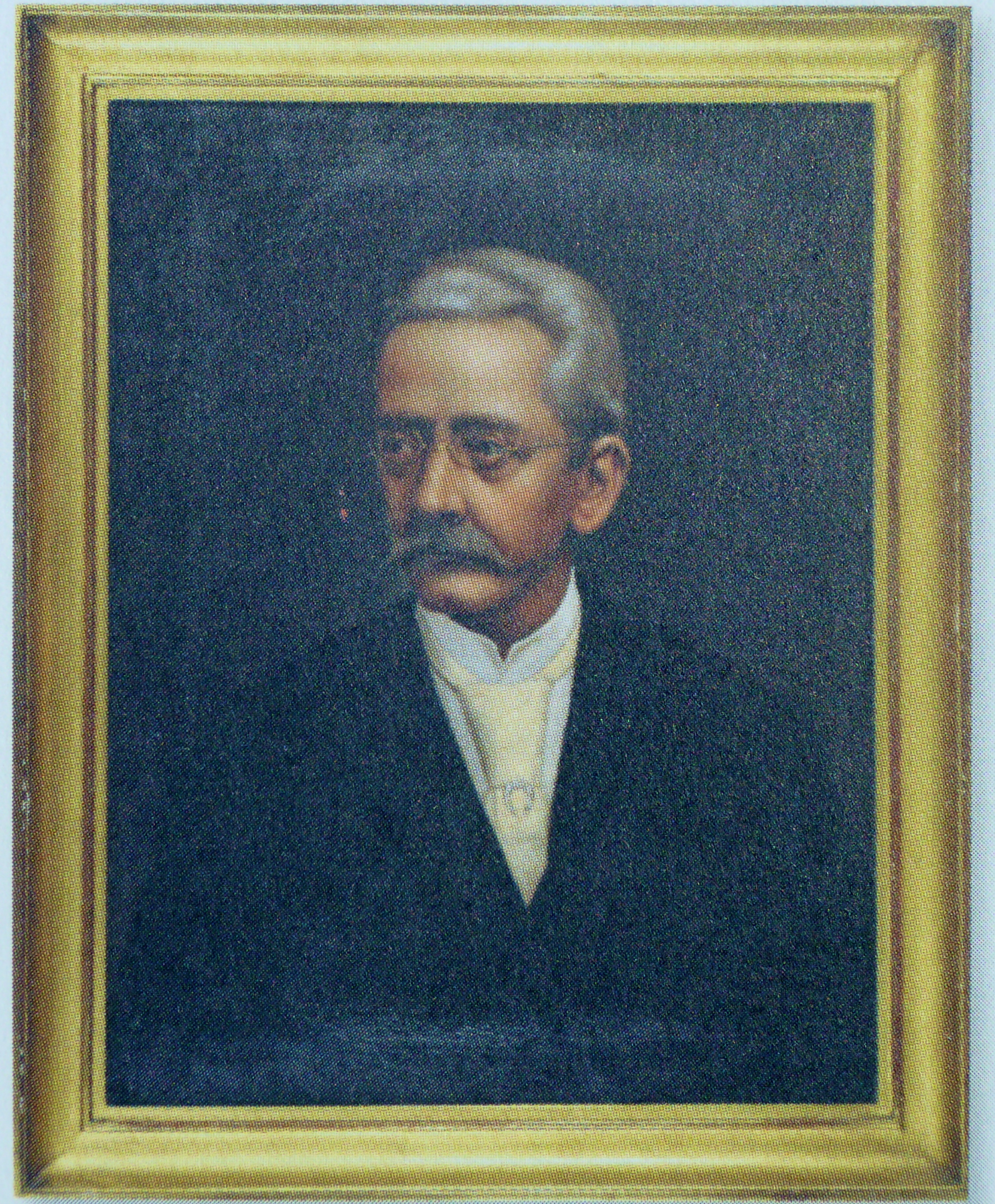
Karl Fürchtegott Grob

Karl Fürchtegott Grob (* 1830 in Zürich; † 1893 ebenda) war ein Schweizer Tabakpflanzer auf Sumatra, Erbauer der Villa Patumbah in Zürich und einer der reichsten Zürcher seiner Zeit.

## Leben
Karl Fürchtegott Grob wurde 1830 als Sohn eines Bäckers in Zürich geboren. Sein Vater war Obmann in der Zunft zum Weggen und Mitglied des grossen Stadtrats. Die Familie wohnte an der Niederdorfstrasse oberhalb der Backstube.
«Wegen Liederlichkeit und Unruhe» wurde der junge Karl Fürchtegott schon früh aus der Volksschule genommen und in eine Schule nach Mettmenstetten geschickt. Mit 15 Jahren lebte er in Neuchâtel und begann im Alter von 21 Jahren eine Ausbildung zum Kommis in Basel.
1858 zog er nach Messina, wo er seinen späteren Teilhaber Hermann Näher aus Lindau am Bodensee kennenlernte. 1869 folgten Grob und Näher dem Ruf des Schweizer Pflanzers Albert Breker, reisten auf dessen Plantagen in Deli auf Sumatra und unterhielten als Brekers Teilhaber zuerst Muskatnussgärten. Später machten sie sich unter dem Namen «Näher & Grob» als Tabakpflanzer selbständig. 1871 pachteten sie beim Sultan von Serdang 5000 Hektaren Land; innert weniger Jahre konnten sie diese Fläche auf 25'000 Hektaren erweitern. Im Dienste von «Näher & Grob» arbeiteten auf der riesigen Plantage etwa 2500 Chinesen und 1800 Arbeiter aus Sumatra und Java. Dank der billigen Arbeitskräfte konnte im Tabakanbau auf Sumatra in den ersten Jahren enorme Summen verdient werden. Grob gelangte zu einem aussergewöhnlichen Reichtum, der ihm später den Bau der Villa Patumbah ermöglichen sollte.
Grob betrieb die Plantagen bis 1889. Dann verkaufte er und Näher die Gesellschaft an ein Konsortium aus Amsterdam. Seine Plantagen gingen an die Senembah Maatschappij über, später eine der vier grossen Tabakgesellschaften in Sumatra.
1879 zog Grob zurück nach Zürich. Zunächst wohnte er bei seinem Bruder Heinrich, der den Bäckerberuf aufgegeben hatte und im «Haus zum Weingarten» inmitten der damals noch zahlreichen Rebberge Riesbachs wohnte. Die Zürcher Vorortsgemeinde Riesbach war eben im Begriff, sich zur bevorzugten Wohnlage vermögender Städter zu entwickeln.

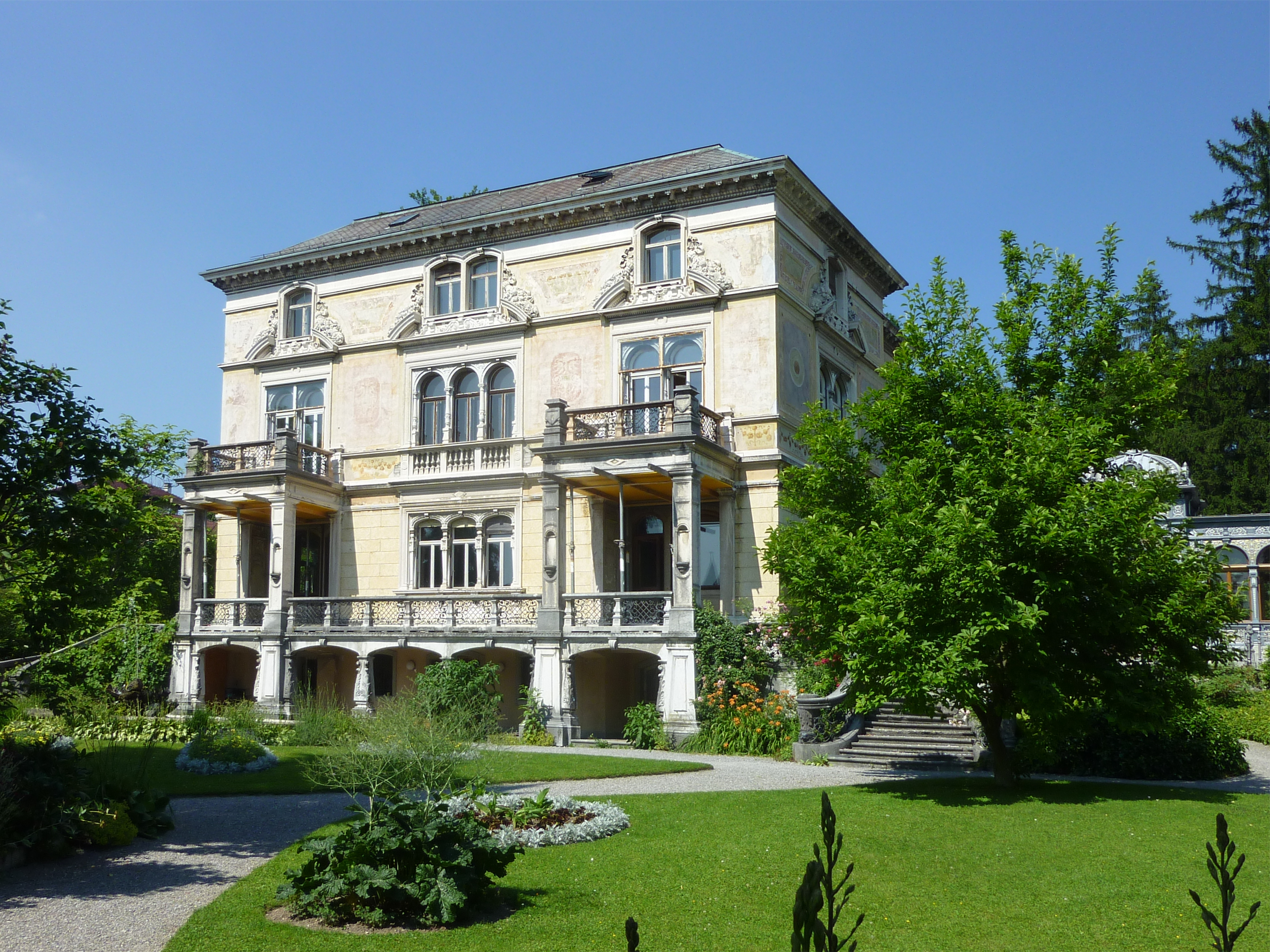
Villa Patumbah, Ansicht vom Park

1881 heiratete Grob die Schwester seiner Schwägerin, Anna Dorothea Zundel (1847–1930), die ebenfalls aus einer alten Zürcher Bürgerfamilie stammte. Durch diese Heirat und durch sein Engagement als Zünfter in der Weggen-Zunft konnte Grob seine Stellung in der Zürcher Gesellschaft festigen. 1883 kaufte er von seinem Bruder Johann Heinrich Grob dessen 13'000 Quadratmeter grosses Grundstück zwischen Zolliker- und Mühlebachstrasse, direkt neben dem «Haus zum Weingarten», mit freiem Blick auf Stadt, See und Berge. Von 1883 bis 1885 liess er darauf von den renommierten Zürcher Villenbauern Chiodera und Tschudy die Villa Patumbah errichten, die an Prachtentfaltung alles bisher Bekannte in den Schatten stellte. Die grosszügige Gartenanlage entwarf Evariste Mertens. Das «Haus zum Weingarten» wurde nach dem Bau der Villa Patumbah abgebrochen.
Grob starb 1892 an einer tropischen Krankheit, die er von Sumatra mitgeschleppt hatte. Seine Witwe und die beiden Töchter Margaretha (1881–1924) und Anna Carolina (1883–1966) blieben noch rund zwanzig Jahre in der Villa, bis sie sie 1910 dem Diakoniewerk Neumünster schenkten.